# 桦林橡胶厂街道
桦林橡胶厂街道，是中华人民共和国黑龙江省牡丹江市阳明区下辖的一个乡镇级行政单位。

## 行政区划
桦林橡胶厂街道下辖以下地区：
桦橡东社区和桦橡西社区。